# 榮耀大道站
榮耀大道站（羅馬化：Prospekt Slavy）是聖彼得堡地鐵伏龍芝-海濱線興建的的車站，在2019年10月3日啟用，由國際站延長至舒沙雷站。
榮耀大道站建於伏龍芝區布加勒斯特街和斯拉夫大道交界。